# Luciano Salce
Pour les articles homonymes, voir Salce (homonymie).
Luciano Salce, né le 25 septembre 1922 à Rome et mort le 17 décembre 1989 dans la même ville, est un réalisateur et acteur italien.

## Biographie
Le Romain Luciano Salce est initialement homme de théâtre - comme comédien et comme metteur en scène -, devenant dès 1942, et, contre l'avis de son père, étudiant de l'Accademia d'Arte Drammatica. Son cursus est malheureusement interrompu par les événements du 8 septembre 1943. Durant cette période, il est fait prisonnier par les armées allemandes. Au sortir de ses deux ans de captivité, Salce remonte sur les planches et obtient son diplôme en 1947. Débutent alors de nombreuses tournées, d'abord avec la compagnie Maltagliati-Gassman en Italie puis, à Paris, où il fonde en 1949, avec Alberto Bonucci et Vittorio Caprioli, le Gruppo dei Tre Gobbi, forme de cabaret mêlant absurde, dérision et surréalisme. Or, un périple théâtral au Brésil le conduit à la réalisation cinématographique avec, Uma pulga na balança (1953) et Floradas na serra (1954), très prometteurs. De retour en Italie, Salce poursuit une activité artistique intense et diversifiée - en 1956, deux ans avant Le Pigeon, il guide, sur scène, les premiers pas comiques de Vittorio Gassman dans I tromboni de Federico Zardi (it) -, sans pour autant réaliser, se contentant de multiples rôles d'acteur chez Luigi Zampa, Stefano Vanzina ou Mario Mattoli entre autres. Les Pilules d'Hercule (1960), adapté d'un vaudeville de Maurice Hennequin et Paul Bilhaud, sera son premier film italien. Toutefois, ce sont les œuvres suivantes qui le signalent à l'attention de la critique et du public : Mission ultra-secrète (1961), Elle est terrible (1962) et Les Heures de l'amour (1963) propulsent la carrière d'Ugo Tognazzi et inaugurent la fructueuse collaboration du cinéaste avec les scénaristes Franco Castellano et Giuseppe Moccia qui formeront, plus tard, le duo de réalisateurs Castellano et Pipolo. Salce apparaît alors comme une des figures les plus valeureuses de la comédie à l'italienne. Pourtant, la dimension parodique de ses films échappe parfois à la compréhension des critiques. Son évolution ultérieure est marquée par cette contradiction : « alors que la critique continue de bouder Salce, le public est au rendez-vous de chacun de ses films, excepté le courageux Colpo di stato. » Après un sensible fléchissement, Fantozzi (1975) relance le parcours de Salce, grâce à l'adaptation réussie à l'écran d'un protagoniste créé par Paolo Villaggio, dès les années 1950 et affiné au théâtre comme à la télévision. Le film est premier au box-office italien 1974-75 avec 7,9 M entrées.

## Filmographie

### Comme réalisateur
- 1960 : Les Pilules d'Hercule (Le pillole di Ercole)
- 1961 : Mission ultra-secrète (Il federale)
- 1962 : Elle est terrible (La voglia matta)
- 1962 : La Veine (La cuccagna)
- 1963 : Les Heures de l'amour (Le ore dell'amore)
- 1963 : Le monachine
- 1964 : Haute Infidélité (Alta infedeltà)
- 1965 : Slalom
- 1965 : Aujourd'hui, demain et après-demain (Oggi, domani, dopodomani), coréalisé avec Eduardo De Filippo et Marco Ferreri
- 1966 : Les Ogresses (Le Fate)
- 1966 : Le Greco (El Greco)
- 1966 : Comment j'ai appris à aimer les femmes (Come imparai ad amare le donne)
- 1967 : Ti ho sposato per allegria
- 1968 : La pecora nera
- 1969 : Colpo di stato (it)
- 1969 : Il prof. dott. Guido Tersilli primario della clinica Villa Celeste convenzionata con le mutue
- 1970 : Juste un gigolo (Basta guardarla)
- 1971 : Il provinciale
- 1972 : Il sindacalista
- 1973 : Moi et lui (Io e lui)
- 1974 : Alla mia cara mamma nel giorno del suo compleanno (it)
- 1975 : Le Canard à l'orange (L'anatra all'arancia)
- 1975 : Fantozzi
- 1976 : Il secondo tragico Fantozzi
- 1977 : La presidentessa
- 1977 : Ras-le-bol à l'italienne (Il Belpaese)
- 1978 : Où es-tu allé en vacances ? (Dove vai in vacanza ?) (coréalisé avec Mauro Bolognini et Alberto Sordi)
- 1978 : Professor Kranz tedesco di Germania (it)
- 1979 : Aldo fait ses classes (Riavanti... Marsch!)
- 1980 : Rag. Arturo De Fanti, bancario precario (it)
- 1982 : Vieni avanti cretino
- 1984 : Vediamoci chiaro (it)
- 1988 : Quelli del casco (it)

### Comme acteur
- 1959 : Tipi da spiaggia de Mario Mattoli
- 1961 : Le Carabinier à cheval (Il carabiniere a cavallo) de Carlo Lizzani
- 1972 : Les Proxénètes (Ettore lo fusto) d'Enzo G. Castellari : Comte Mercure
- 1972 : Anche se volessi lavorare, che faccio? de Flavio Mogherini
- 1974 : Amore mio non farmi male de Vittorio Sindoni
- 1974 : Service compris (Il domestico) de Luigi Filippo D'Amico
- 1976 : L'affittacamere de Mariano Laurenti